# Piscina da Casa Branca

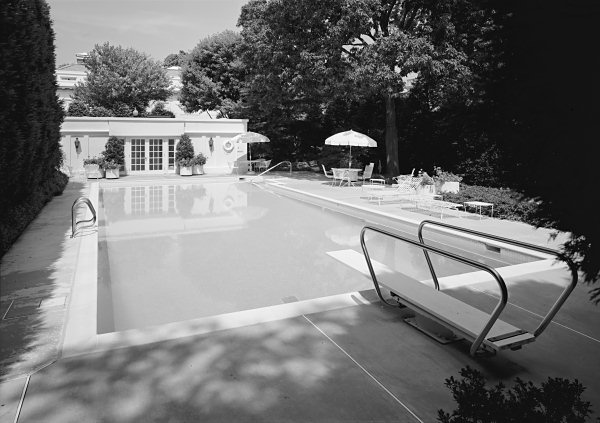
A piscina, retratada em 1992

A piscina da Casa Branca, residência oficial do presidente dos Estados Unidos, está localizada no Gramado Sul perto da Ala Oeste.

## História e descrição
A piscina de 20
-pé (6,1 m) de largura e 50
-pé (15 m) de comprimento foi criada em 1975 por Gerald Ford durante sua presidência. Antes de se tornar presidente, Ford nadava duas vezes ao dia em sua casa em Alexandria, Virgínia; de manhã cedo e depois do trabalho à noite. Ford lamentou que a Casa Branca não tivesse mais uma piscina e não achou que jogar golfe fosse um exercício tão satisfatório quanto nadar. O The New York Times relatou que a piscina foi construída "com forte oposição de seus conselheiros [de Ford]", pois Ford havia enfatizado a restrição orçamentária ao assumir o cargo em 1974. Assessores teriam alertado Ford que a construção de uma piscina garantiria que ele durasse apenas um ano na presidência e deveria esperar até depois de sua potencialmente bem-sucedida reeleição em 1976.
A área já havia sido parte do Gramado Sul, com uma tela natural de arbustos e árvores. Ford era um nadador regular e demonstrou sua natação para a imprensa quando a piscina foi concluída. O fotógrafo Dick Swanson da People tirou uma foto do fundo da piscina de Ford nadando. Em 1933, uma piscina coberta foi construída para o presidente Franklin D. Roosevelt para sua fisioterapia para poliomielite. A piscina foi coberta em 1970, quando o espaço foi remodelado como Sala de Imprensa.

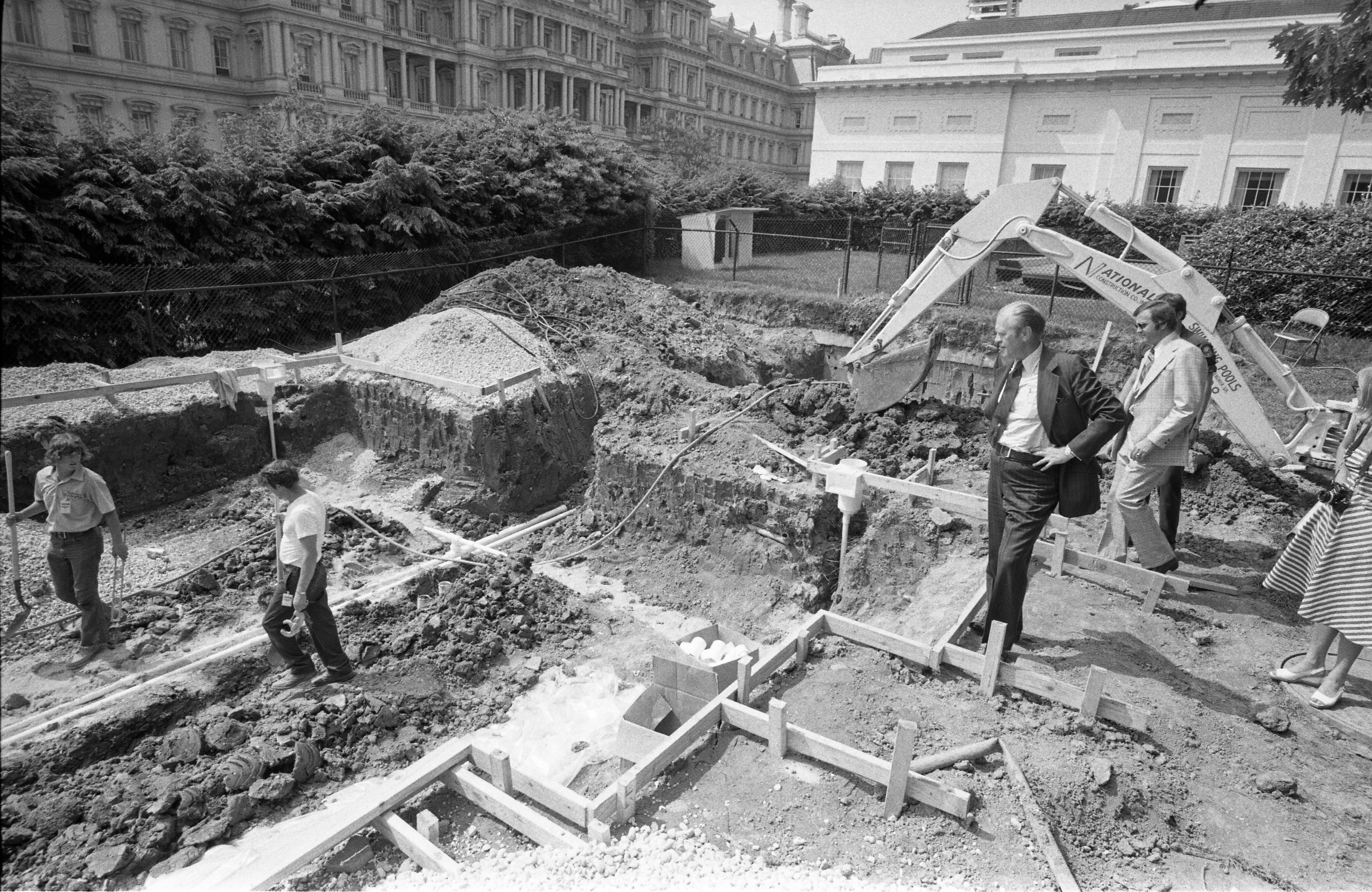
A piscina em construção em maio de 1975

Uma cabana foi adicionada mais tarde à piscina, com chuveiros e vestiários, e uma passagem subterrânea conecta a cabana à Ala Oeste por segurança. A cabana é movida a energia solar com canos aquecidos fornecendo água quente com o calor restante indo para o spa ao ar livre. Foi reformada em 2002 com janelas extras e um teto elevado.
O filho de Ford, Jack, aprendeu a mergulhar na piscina, e a filha do 39º presidente Jimmy Carter, Amy, frequentemente mergulhava na piscina. Barbara Bush frequentemente nadava na piscina; em 1990, um rato passou por ela e foi posteriormente afogado por seu marido, o 41º presidente George H. W. Bush. Barbara Bush disse que ela "[nadou] com uma máscara, e ele simplesmente passou bem na minha frente... Felizmente, George Bush estava lá e afogou o animal. Foi horrível". Hillary Clinton também era uma usuária frequente da piscina. Clinton havia considerado recriar a piscina coberta da Casa Branca e criar um novo espaço para a mídia. Como parte do terreno da Casa Branca, a piscina e sua cabana são de responsabilidade do National Park Service.
No primeiro ano da sua presidência, Barack Obama escreveu que deixaria o Salão Oval e "fumaria um cigarro (ou dois)" na cabana, "saboreando um momento mais tranquilo e deixando os meus pensamentos vaguearem e aprofundarem-se".

## Custo
O custo da piscina foi estimado em US$ 52.417 (equivalent to $296 803 in 2023). Foi totalmente financiado por contribuições privadas, com doações limitadas a US$ 1.000 (equivalent to $5 662 in 2023). Um comitê supervisionou a construção da piscina; foi presidido pelo vice-presidente do comitê de natação Olímpico dos Estados Unidos, A. J. Sehorn.

## Galeria

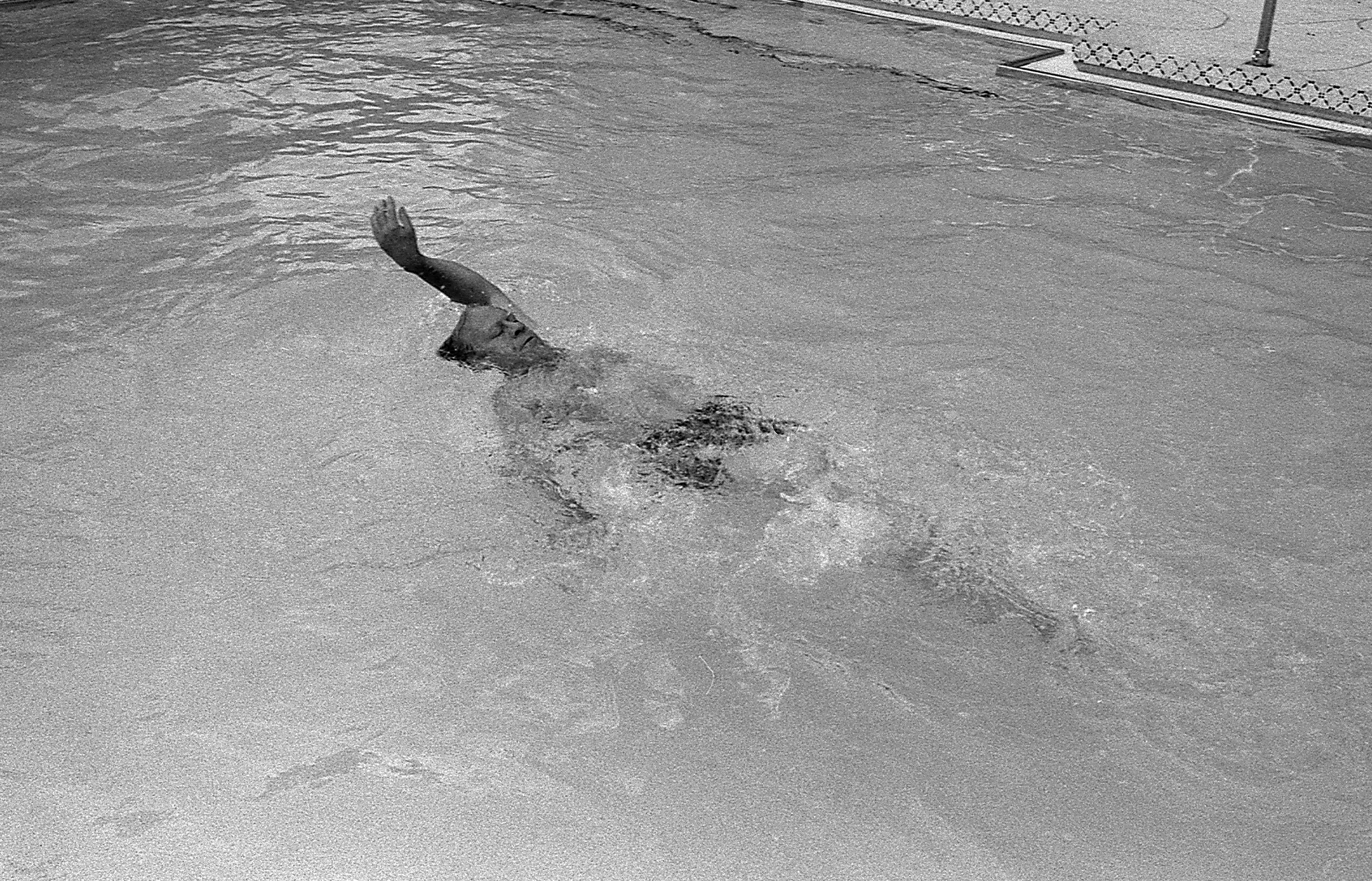
Gerald Ford nadando na piscina em julho de 1975
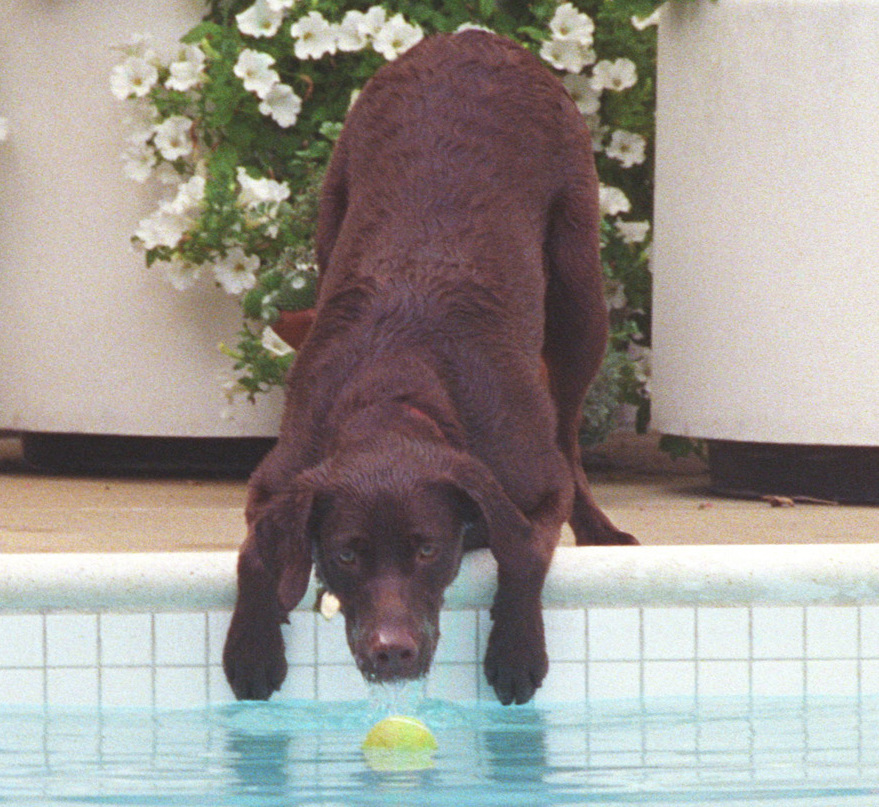
Buddy tentando pegar uma bola na piscina em 1998
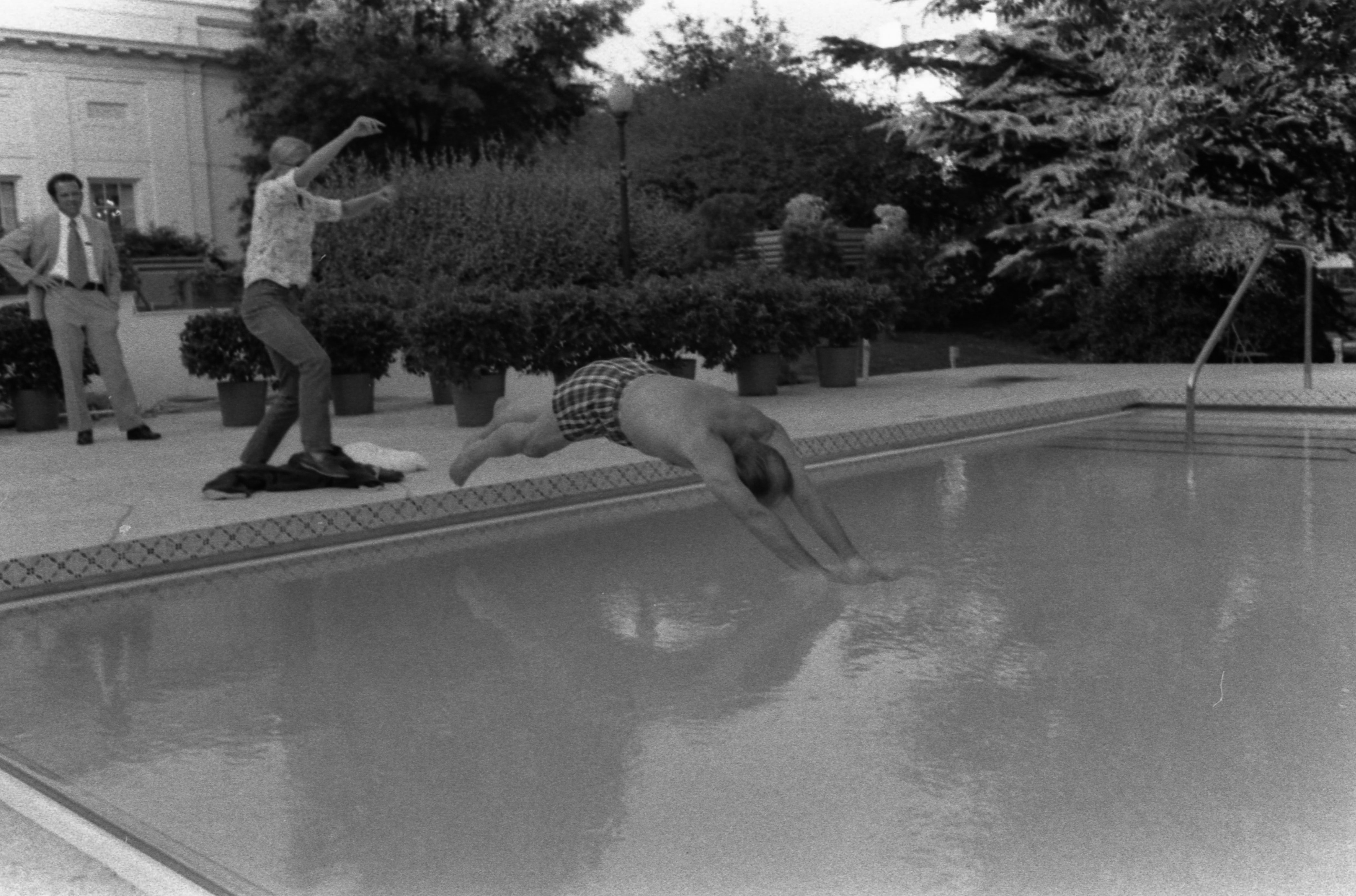
Susan Ford ajudando seu pai a mergulhar na nova piscina